# Kalorimeter
Med en kalorimeter mäter man hur mycket energi som frigörs/upptas vid en kemisk reaktion, entalpiförändringen. Man isolerar reaktionskärlet från omgivningen, till exempel med en termos.
Ofta använder man vatten vars temperatur förändras beroende på om reaktionen är exoterm (avger värme) eller endoterm (förbrukar värme). Man kan låta reaktionen ske direkt i vattnet i termosen, eller ha ett innerkärl i termosen som är omgivet av vatten.
Vatten har ett välkänt värde på sin specifika värmekapacitet, 4.18 kilojoule per kilogram vatten och kelvin. På så vis kan man räkna ut upptagen/avgiven värmemängd.